# Nephtys polybranchia
Nephtys polybranchia är en ringmaskart som beskrevs av Rowland Southern 1921. Nephtys polybranchia ingår i släktet Nephtys och familjen Nephtyidae. Inga underarter finns listade i Catalogue of Life.